# 藤原河子
藤原 河子（ふじわら の かわこ / かし、? - 承和5年1月13日（838年2月11日））は、奈良時代後期から平安時代初期にかけての桓武天皇の宮人。神祇伯藤原大継の娘。官位は従四位下。

## 生涯
祖父の藤原浜成は参議にまで昇ったが、氷上川継の乱に連座し、父・大継もその影響により要職につけず、藤原京家は衰退の一途を辿っていた。そんな時勢の中、河子は桓武天皇の後宮に入り、仲野親王をはじめ5人の親王・内親王を生んだ。この河子の入内は、祖父の名誉回復のような影響をもたらしたのではないかとされている。
弘仁8年（817年）、娘・安勅内親王が後宮に奉献した際に正五位上から従四位下に昇進している。承和5年（838年）死去。

## 系譜
- 父：藤原大継
- 母：不詳
- 夫：桓武天皇
  - 皇子：仲野親王
  - 皇女：安勅内親王
  - 皇女：大井内親王
  - 皇女：紀内親王
  - 皇女：善原内親王

所生の仲野親王は没後宇多天皇の外祖父になり、河子の血脈は現在の皇室に続いている。